# Fahan
Fahan (irl. Fathain) – miejscowość w Irlandii, w hrabstwie Donegal, na zachodnim wybrzeżu półwyspu Inishowen nad zatoką Lough Swilly. W 2011 roku mieszkało tu 569 osób.

## Klasztor i krzyż Mury
Na obrzeżach miejscowości zachował się wczesnochrześcijański Krzyż Mury (St. Mura cross slab) z VII wieku, mający postać płyty kamiennej z wyrzeźbionymi celtyckimi ornamentami. W pobliżu znajdują się ruiny klasztoru, którego pierwszym opatem był św. Mura.
W X i XIII wieku wieś zniszczyli wikingowie. W XVI wieku wzniesiono nowy klasztor, ale z czasem i on popadł w ruinę.